# دنیلو کاراندو
دنیلو کاراندو (انگلیسی: Danilo Carando؛ زادهٔ ۵ اوت ۱۹۸۸) بازیکن فوتبال اهل آرژانتین است.
از باشگاه‌هایی که در آن بازی کرده‌است می‌توان به باشگاه ورزشی القطر، باشگاه ورزشی الاهلی قطر، و باشگاه فوتبال آسترا جورجو اشاره کرد.